# Gülse Birsel
Gülse Birsel (apelido de solteira: Şener; Istambul, 11 de março de 1971) é uma atriz, argumentista, escritora e colunista turca.

## Carreira
Enquanto estudava na universidade, Gülse começou a trabalhar para a revista Aktüel. Após estudar economia na Universidade do Bósforo de Istambul, obteve um Master of Fine Arts na Universidade Columbia de Nova Iorque em 1996. Quando regressou à Turquia, em 1996, começou a trabalhar na estação de televisão ATV, escrevendo os boletins de notícias estrangeiras durante três meses. Um ano mais tarde foi nomeada editora-chefe da revista Esquire Turkey. De dezembro de 1997 a 2003, foi editora-chefe da Harper's Bazaar Turkey . No período 2001-2002, trabalhou como colunista do jornal Sabah e funções como coordenadora geral das revistas FHM, Gezi, Harper's Bazaar e House Beautiful. Em março de 2002 fez a sua estreia televisiva no programa g.a.g. da ATV.
Em março de 2003, publicou o guião de g.a.g. juntamente com os artigos que tinha escrito previamente num livro titulado Gayet Ciddiyim. Até março de 2004, desempenhou funções como apresentadora e argumentista de g.a.g.
Em março de 2003, juntamente com Levent Özdilek, interpretou o papel principal da série Eyvah! Eski Kocam, mas foi retirada após a emissão do primeiro episódio. Em fevereiro de 2004, começou a trabalhar como atriz e argumentista na série Avrupa Yakası, compartilhando protagonismo com Gazanfer Özcan, Hümeyra e Ata Demirer. Em maio de 2004, publicou o seu segundo livro, Hâlâ Ciddiyim. Fez a sua estreia cinematográfica em 2005, com o filme Hırsız Var!. O seu terceiro livro, Yolculuk Nereye Hemşerim?, foi publicado em agosto de 2005. Em abril de 2008, levou a tocha dos jogos Olímpicos de Verão 2008 em Istambul. Em 2009, fez parte do elenco do filme 7 Kocalı Hürmüz.
Avrupa Yakası terminou em junho de 2009. O seu quarto livro, Velev ki Ciddiyim!, foi lançado em dezembro de 2009, seguido pelo seu quinto livro Yazlık, em junho de 2011. Em janeiro de 2012, começou a trabalhar como atriz e argumentista na série Yalan Dünya do Kanal D, um trabalho que durou quatro temporadas. Neste trabalho, compartilhou o protagonismo com Altan Erkekli, Füsun Demirel e Olgun Şimşek. Em 2013, começou a trabalhar como colunista do diário Hürriyet. Em 2015, foi um dos membros do júri do concurso  Komedi Türkiye da TV8. O seu sexto livro, Memleketi Ben Kurtaracağım| foi lançado em novembro de 2015.
A sua primeira longa-metragem, Aile Arasında, na qual trabalhou também como actriz, foi lançada em dezembro de 2017. Em fevereiro de 2018, começou a trabalhar como argumentista e atriz principal na série de comédia Jet Sosyete da Star TV.